# マツダ・トリビュート
トリビュート（TRIBUTE）は、マツダが2000年から2011年まで生産・販売していたSUV型の普通乗用車である。日本国内ではスズキ・エスクードのOEMだったプロシードレバンテに代わる車種として、2000年から2006年まで販売が行われた。

## 初代（2000年 - 2006年）
2000年11月、発売を開始。当時の親会社のフォード・モーターと共同開発した小型クロスオーバーSUVで、フォードからも姉妹車としてフォード・エスケープが2001年に発売されている。プラットフォームはモノコックであるが、セダンからの流用ではなく、トリビュートとエスケープのためにGFプラットフォームをベースに新規開発されたフォード・CD2プラットフォームと呼ばれるものであり、フォード本社のサイトではクロスオーバーではなくSUVにジャンル分けしていたが厳密にはクロスオーバーSUVである。両車の外観は非常に似通っているが、外板は全くの別物である。エンジンは当初フォード製直列4気筒2,000ccとフォード製V型6気筒3,000ccの2種類を用意。直4は2003年にマツダ製2,300ccに切り替えられた。
発売前の2000年8月にはソニー・ミュージックエンタテインメント・アパレル企業のワールドとタイアップし、コラボレーション企画の「TRIBUTE link.（トリビュート・リンク）」を開始。ソニー・ミュージックアソシエイテッドレコーズ内に「tributelink.」レーベルが設立されたほか、タケオキクチブランドから商品が発売されている。また映画『サトラレ』に協賛し、劇中にも車両が登場した。
トリビュート/エスケープの生産は当初、右ハンドル仕様がマツダの防府工場で、左ハンドル仕様がフォードの米国工場で行なわれていた。しかしながら日本市場では振るわず、トリビュートについては2005年10月に日本国内での生産を、翌年3月に販売を終了。翌2006年1月には防府工場でのエスケープの生産も終了している。これにより日本でのマツダのラインアップからSUVが一時的に消えることになったが、2006年12月19日に発売開始されたCX-7によってその穴が埋められた。
海外向けにはその後も販売が行なわれたが、北米仕様車については2006年に販売を一旦打ち切ったため、2007年モデルは存在しない。またアジア太平洋仕様車は2006年2月にフェイスリフトが行われてオーストラリアのメルボルンモーターショーで初公開された。生産は台湾・福特六和汽車に集約され、同年6月から完成車の輸出が開始された。この台湾では一部グレードが「マツダ・オシャレ」という名で販売されていた。この新型はヘッドランプ、フロントグリル、バンパーなどが新デザインとなっている他、ギアシフトレバーがそれまでのコラムからフロアに変更されるなど、ダッシュボード周りにも変更が加えられている。エンジンの変更はなかったが、燃費やトルク特性の向上が図られた。
オーストラリア市場では2007年からCX-7が投入されたことで、2008年に販売終了したが、市場によっては2010年の前半まで販売されたところもある。

## 2代目（2007年 - 2011年）
2007年1月、北米国際オートショーにてハイブリッド仕様車が、モントリオールオートショーにて通常モデルがそれぞれ初公開され、同年3月に2008年モデルとして発売が開始された。初代とは異なりボディシェルもエスケープと共有している。また、エンジンやプラットフォームは先代からのキャリーオーバーとなる。
日本、オーストラリアなどを除くアジア太平洋地域では引き続き初代モデルのフェイスリフト版が販売されていたが、この2代目が販売されていた市場では2012年にCX-5が登場するまで販売が継続された市場もある。

## 車名の由来
「TRIBUTE」は、英語で「賛辞、贈り物」を意味する。